# Iban Mayo
Iban Mayo Díez (født 19. august 1977 i Yurre i Vizcaya) er en tidligere professionel spansk cykelrytter.
Iban Mayo blev professionel i 2000 på det baskiske hold Euskaltel-Euskadi. Året efter vandt han 6. etape af Dauphiné Libéré og blev samme år nummer 11 samlet i Vuelta a Espana. I 2002 forbedrede han sig yderligere i det spanske etapeløb, og blev samlet nummer 5.

## Gennembruddet
Det store internationale gennembrud kom først i 2003 hvor han ikke bare vandt Baskerlandet Rundt, men også vandt 3 etaper undervejs. Han blev nummer 2 i Liège-Bastogne-Liège. Senere på sæsonen vandt han både prologen og 4. etape i Dauphiné Libéré og blev sammenlagt nummer 2, kun overgået af Lance Armstrong. I Tour de France vandt Mayo 8. etape fra Sallanches til l'Alpe d'Huez og blev sammenlagt nummer 6.

## Nedturen
Året efter vandt han Dauphiné Libéré og besejrede undervejs Lance Armstrong med to minutter på en bjergenkeltstart på Mont Ventoux hvilket var rekord. Derfor var forventningerne også store til Iban Mayo i Tour de France 2004. Hér faldt Mayo imidlertid helt igennem: først styrtede han på brostenene og tabte vitale minutter da konkurrenterne udnyttede hans styrt og satte et aggressivt tempo for på den måde tidligt at slippe af med det der inden løbet var blevet regnet for en outsider til toursejren. Efter at have tabt næsten 40 minutter på hans egen hjemmebane i Pyrenæerne, valgte han ikke at stille til start på 15. etape, den første alpeetape.
2005 blev et resultatløst år for Mayo, og i Tour de France 2005 og Tour de France 2006 måtte han høre på hånende tilråb fra de baskiske cykelfans der tidligere havde elsket ham. Iban Mayo skiftede herefter til det spanske hold Saunier Duval-Prodir.

## Genfødslen
På det nye hold begyndte Mayo at ligne en der kunne lide at køre på cykel igen. Presset fra de baskiske cykelfans var væk, og han fik en mere fri rolle under holdkaptajn Gilberto Simoni der tog en del af det pres som tidligere havde lagt på Mayo alene på Euskaltel-Euskadi. I Giro d'Italia 2007 vandt Iban Mayo 19. etape fra Treviso til Comano Terme. Iban Mayo der har lægeerklæring på at hans krop har et naturligt højt testosteronniveau, afgav i forbindelse med løbet en prøve hvis resultat slap ud i offentligheden. Da undersøgelserne viste at testosteronen ikke var kunstig, og dermed ikke tilført udefra, måtte UCI komme med en pinlig beklagelse.

## Dopingsagen
I Tour de France 2007, hvor han sluttede som nummer 16 sammenlagt, var han igen godt kørende, men blev testet positiv for brug af EPO. Dopingafsløringen kom dagen efter afslutningen i Paris, og rytteren blev straks suspenderet af Saunier Duval-Prodir. Den 22. oktober offentliggjorde man at B-prøven var negativ. Testen af b-prøven var blevet foretaget både i Belgien og i Australien. Efterfølgende blev prøven analyseret igen på Châtenay-Malabry-laboratoriet i Paris, som også stod for den første test, og prøven viste sig igen positiv, hvorefter baskeren idømtes 2 års karantæne.
Efter karantænens udløb har Mayo udtalt at han aldrig har haft til hensigt at genoptage karrieren da han mente at der førtes en heksejagt på hans generation af cykelryttere.